# Liste der Monuments historiques in Ungersheim
Die Liste der Monuments historiques in Ungersheim führt die Monuments historiques in der französischen Gemeinde Ungersheim auf.

## Liste der Bauwerke
| Bezeichnung      | Beschreibung                                           | Standort               | Kennzeichnung | Schutzstatus | Datum | Bild           |
| ---------------- | ------------------------------------------------------ | ---------------------- | ------------- | ------------ | ----- | -------------- |
| Kirche St-Michel | Turm aus dem 12. Jahrhundert, Schiff und Chor von 1749 | Rue de l’Église (Lage) | PA00085725    | Classé       | 1991  | weitere Bilder |

## Liste der Objekte
| Bezeichnung                                       | Beschreibung | Standort                       | Kennzeichnung | Schutzstatus | Datum | Bild |
| ------------------------------------------------- | --- | ------------------------------ | ------------- | ------------ | ----- | ---- |
| Gemälde Der Erzengel Michael bekämpft den Drachen | am Hauptaltar; Ölfarbe auf Leinwand, vergoldeter Holzrahmen, 1846 nach Guido Reni                                                            | in der Kirche St-Michel (Lage) | PM68000673    | Classé       |       |      |
| Skulptur Petrus                                   | Holz, farbig gefasst und vergoldet, um 1510                                                                                                  | in der Kirche St-Michel (Lage) | PM68000737    | Classé       | 1999  |      |
| Hauptaltar                                        | Altartisch, Tabernakel, Retabel und Baldachin; Holz, farbig gefasst und vergoldet, erste Hälfte des 18. Jahrhunderts; aus dem Kloster Pairis | in der Kirche St-Michel (Lage) | PM68000414    | Classé       | 1980  |      |
| Skulptur Paulus                                   | Holz, farbig gefasst und vergoldet, um 1510                                                                                                  | in der Kirche St-Michel (Lage) | PM68000738    | Classé       | 1999  |      |